# Rejon kowelski
Rejon kowelski (ukr. Ковельський район) – jednostka administracyjna Ukrainy, w składzie obwodu wołyńskiego. Głównym miastem jest Kowel.
Rejon został utworzony 17 lipca 2020 w związku z reformą podziału administracyjnego Ukrainy na rejony.

## Historia regionu

### Prehistoria i starożytność
Pierwsi ludzie pojawili się na terenie współczesnego rejonu kowelskiego w epoce kamiennej. Należeli do plemion fińskich Duża część tego obszaru jest obniżona. W starożytności w wielu miejscach przejście było prawie niemożliwe. Dlatego prymitywni ludzie osiedlali się głównie nad jeziorami, rzekami lub bagnami w wysokich, piaszczystych i suchych miejscach. Takie wydmy zostały znalezione w pobliżu wsi Tur, Samara, Chaboryszcze, Załuchów i innych. Odkryto tu osady polodowcowe, neolityczne, z epoki miedzi i epoki brązu.
Rdzenna ludność tego obszaru przez długi czas była plemionami bałtyckimi i fińskimi. Około 250 r. n.e. zaczęli być asymilowani przez Słowian.

### Średniowiecze

#### Ruś
Od X do XII wieku terytorium dzisiejszego rejonu wchodziło w skład Rusi Kijowskiej. W drugiej połowie XII wieku ziemie te weszły w skład księstwa wołyńskiego, a w 1199 r. – w księstwa halicko-wołyńskiego.

#### Korona Polska
W 1340 r. tereny ziemi chełmskiej wraz z pozostałymi ziemiami dawnej Rusi Włodzimiersko-Halickiej (Ruś Czerwona) zostały zajęte przez Kazimierza Wielkiego. Jednocześnie rozpoczął się kilkudziesięcioletni okres sporów i walk między Kazimierzem i książętami litewskimi o ziemię chełmską i Wołyń.
Zachodnia część dzisiejszego rejonu kowelskiego została przyłączona przez Kazimierza Wielkiego do ziemi chełmskiej i do województwa ruskiego
Tymczasem Kowel znalazł się w granicach Wielkiego Księstwa Litewskiego. Granica pomiędzy Wielkim Księstwem Litewskim a Królestwem Polskim biegła od Prypeci na południowy zachód, pozostawiając po stronie polskiej Wielką i Małą Hłuszę oraz miasteczko Michnowice (Michnówkę). Od Michnowic do wsi Datyń granica biegła częściowo rzeką Turją. Za Datyniem skręcała na zachód, zostawiając po stronie polskiej wieś Synów. Dalej zataczała łuk na południe, obejmując miasteczka Maciejów (dzisiejszy Łuków) i Przewały.

### Nowożytność

#### I Rzeczpospolita
Po unii lubelskiej w 1569 r. również litewski Wołyń został przyłączony do Korony Królestwa Polskiego i do nowo powstałego województwa wołyńskiego. Dzisiejszy rejon kowelski był więc podzielony pomiędzy województwem ruskim i wołyńskim. Czasy I Rzeczypospolitej były dla rejonu złotym okresem rozwoju technologicznego, kulturalnego i gospodarczego po wiekach zastoju. Lokalna ruska ludność miała zagwarantowane prawa oraz swobodę religijną potwierdzoną w konfederacji warszawskiej w 1573 r.
W czasie powstania chmielnickiego w obwodzie kowelskim działał oddział powstańczych chłopów i mieszczan pod dowództwem Kołodki.
Po II rozbiorze tereny należące wcześniej do województwa ruskiego zostały włączone do województwa chełmskiego, a tereny należące do wcześniejszego do województwa wołyńskiego do nowo powstałego województwa włodzimierskiego.

#### Carstwo Rosyjskie
W 1795 r., po III rozbiorze, rejon znalazł się w granicach Carstwa Rosyjskiego. Rejon został wcielony do guberni wołyńskiej.

### Współczesność

#### Wojna polsko-bolszewicka
W czasie rewolucji 1917–1920 rejon pięciokrotnie zmieniał przynalezność. Władza Ukraińskiej Republiki Ludowej nie trwała długo. Rejon został zajęty na początku 1919 przez wojsko polskie. Pod koniec lipca 1920 r. został zajęty przez bolszewików. Od połowy września 1920 r. rejon zajęły wojska polskie.

#### II Rzeczpospolita
Dzisiejszy rejon kowelski został w II Rzeczypospolitej przyłączony do województwa wołyńskiego oraz odpowiadał przedwojennym powiatom: kowelskim i lubomelskim.

#### ZSRR
Po ataku z 17 września z części terytorium II Rzeczypospolitej okupowanego przez Armię Czerwoną w trakcie agresji ZSRR na Polskę i anektowanego następnie przez ZSRR utworzono obwód wołyński, rejon kowelski utworzono 17 stycznia 1940 r.

#### Ukraina
W referendum 1 grudnia 1991 roku 92% wyborców opowiedziało się za przywróceniem niepodległości Ukrainy.
Dzisiejszy rejon został utworzony 17 lipca 2020 w związku z reformą podziału administracyjnego Ukrainy na rejony.

## Podział administracyjny rejonu
Rejon kowelski od 2020 roku dzieli się na terytorialne hromady:

- hromada Wielimcze
- hromada Wielick
- hromada Wiszniów
- hromada Hołoby
- hromada Hołowno
- hromada Dubeczno
- hromada Dubowa
- hromada Zabłocie
- hromada Zabrodzie
- hromada Kowel
- hromada Kołodeżno
- hromada Łuków
- hromada Lubliniec
- hromada Luboml
- hromada Powórsk
- hromada Ratno
- hromada Równo
- hromada Samary
- hromada Serechowicze
- hromada Smidyn
- hromada Wyżwa Stara
- hromada Turzysk
- hromada Szack